# Karel van Bronkhorst-Batenburg

Stamwapenvan Bronckhorst

Karel van Bronkhorst-Batenburg, heer van West-Barendrecht, Obbicht en Grevenbicht ( - Keulen, 1580) was een Gelders edelman die vocht en sneuvelde in de Tachtigjarige Oorlog. 

## Leven
Hij was een zoon van Herman van Bronkhorst en Petronella van Praet. Onder invloed van zijn moeder bekende hij zich begin jaren 1560 tot het calvinisme. Net als zijn broers Willem, Diederik en Gijsbert, vocht Karel van Batenburg in de Geuzenopstand. In een brief aan zijn moeder verdedigde hij zijn keuze om het Eedverbond der Edelen te steunen, ook na de van hogerhand opgelegde ontbinding ervan.
Net als zijn broer Willem onderhield Karel nauwe relaties met prins Willem van Oranje en was hij fel anti-Spaans. Hij verleende zijn medewerking aan Oranjes eerste invasie, namelijk toen het leger vanuit Duitsland in de nacht van 5 op 6 oktober 1568 bij Obbicht de Maas overstak om de strijd aan te binden met de Spaanse troepen van de hertog van Alva. De overtocht getuigde van militaire bekwaamheid, maar de veldtocht mislukte. In 1570 straften de koningsgezinden Karel door zijn kasteel Obbicht te verwoesten.
In 1580 werd Karel in Keulen door Spaanse hand gedood. Zijn weduwe bleef achter met grote schulden en belandde in Aken in de gevangenis. Filips van Bentinck, kolonel in Spaanse dienst, hielp haar erbovenop en trouwde met haar. Samen herbouwden ze in 1583 het kasteel Obbicht.

## Familie
Karel trouwde op 7 april 1561 te Batenburg met de protestantse Alverade van Vlodrop (overleden Papenhoven, 2 juni 1606), dochter van Willem van Vlodrop en Anna Margaretha van der Dunck. Zij werden de ouders van:
- Maximiliaan van Bronckhorst-Batenburg-Steyn (na 1561 - Batenburg, 30 juni 1641)
- Karel II van Bronckhorst-Batenburg (1564 - voor 1598 in Hongarije)
- Petronella van Bronckhorst-Batenburg (1565 - 24 april 1645)
- Anna van Bronckhorst-Batenburg (geboren ca. 1567)
- Willem van Bronckhorst-Batenburg (ca. 1569 - voor 1598)